# 腸胃壁
胃肠壁是消化道的的外層結構，由四层特殊组织组成。从肠道内腔由內而外分別是：
- 黏膜
- 黏膜下層
- 肌层
- 浆膜或外膜

黏膜是胃肠壁的最内层，緊鄰肠道内腔，并与被消化的食物（食糜）直接接触。。